# (21104) Sveshnikov
(21104) Sveshnikov est un astéroïde de la ceinture principale aréocroiseur.

## Description
(21104) Sveshnikov est un astéroïde aréocroiseur. Il présente une orbite caractérisée par un demi-grand axe de 2,34 UA, une excentricité de 0,30 et une inclinaison de 21,4° par rapport à l'écliptique.

## Compléments